# Chavannes-le-Veyron
Chavannes-le-Veyron é uma comuna do cantão de Vaud, na Suíça, localizado no distrito de Morges.

## Hidrografia
Chavannes-le-Veyron é banhada pelo rio Veyron e o seu afluente, La Malagne, no rio principal havia uma instalação hidráulica ainda em funcionamento nos anos 60, utilizada em particular para fornecer uma serraria em Chavannes-le-Veyron, agora listada como um bem cultural suíço de importância nacional.